# Рдејски резерват природе
Рдејски резерват природе (рус. Рде́йский запове́дник) представља јединствен природни екосистем високих мочвара на северозападу европског дела Руске Федерације. Налази се у јужном делу Новгородске области, у међуречју река Полиста и Ловата, на граници између Холмског и Подоршког рејона.
Према одредбама Међународне уније за заштиту природе Рдејски резерват је заштићено природно добро категорије Ia или „строги природни резерват“. Убраја се међу најважнија орнитолошка подручја на подручју Русије и његове мочваре се као такве налазе на Рамсарском списку мочварних екосистема.
Рдејски резерват основан је 25. маја 1994. године и обухвата територију површине 36.922 хектара. Централни делови резервата површине 4.844 хектара су под најстрожом заштитом и свака људска активност у том подручју је строго забрањена.
Резерват се налази у подручју умереноконтиненталне климе са доста јаким маритимним утицајима са Балтичког мора. Средња годишња температура ваздуха је +4,9 °C, док је дужина вегетационог периода 175 дана. У северозападном делу рејона налази се Рдејско језеро у којем свој ток започиње река Редја, једна од највећих притока Ловата. На територији резервата свој ток започиње и река Порусја. Седиште резервата налази се у граду Холму.
На територији резервата обитавају 122 врсте птица укључујући и бројне угрожене врсте као што су орао рибар, сури орао, орао белорепан, црна рода и Gavia arctica. Најбројнију орнитолошку формацију чине мале српокљуне шљуке. Од укупно 38 врста сисара статус високог степена угрожености има европски визон. Ту живи још и 6 врста водоземаца и 9 врста риба. Регистровано је постојање око 400 врста биљака.